# 阿尔河 (博尔扎诺-上阿迪杰自治省)

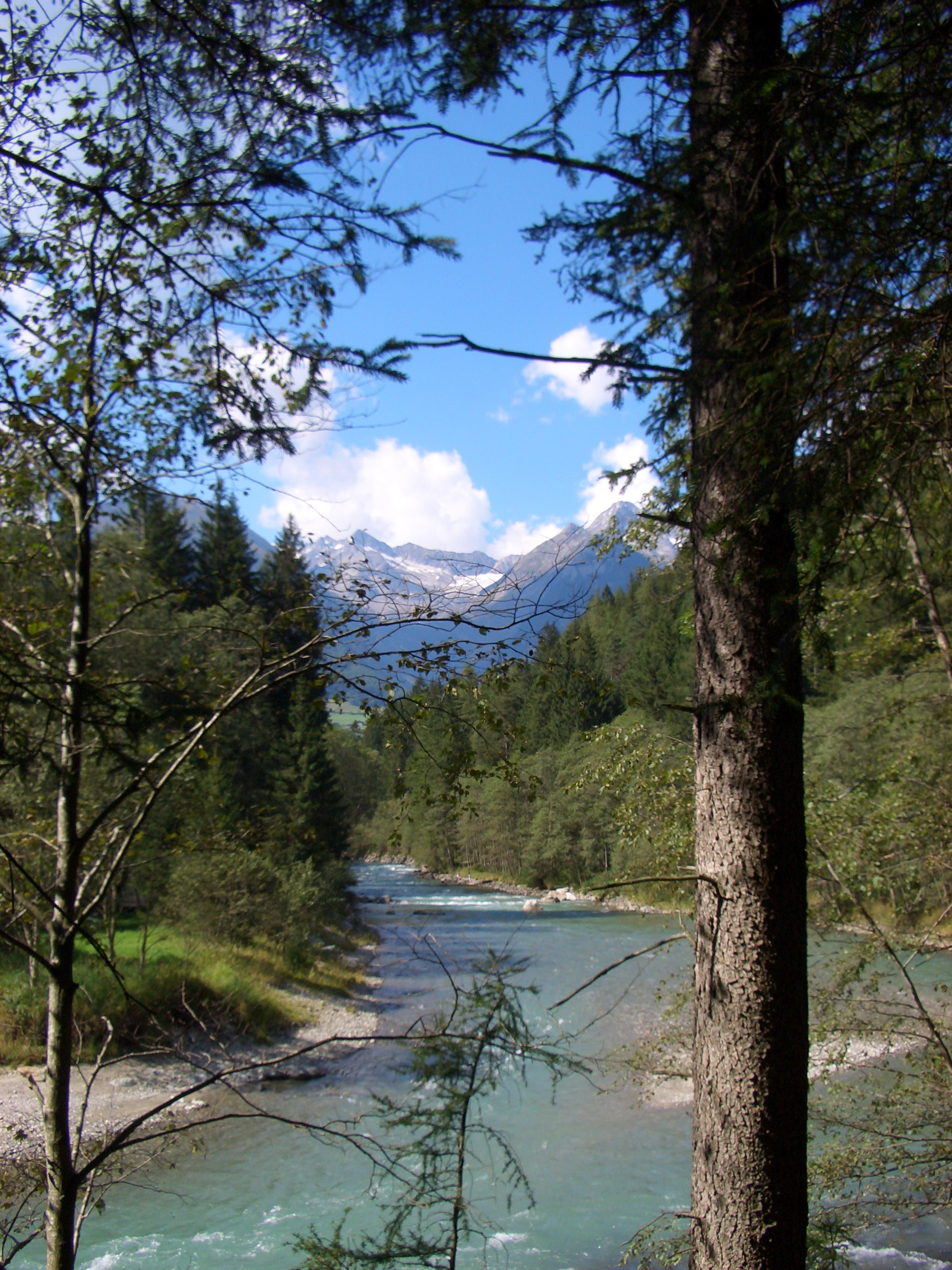

阿爾河（德語：Ahr，發音：[aːɐ̯] ⓘ），又称奥里诺河（義大利語：Aurino，發音：[auˈriːno]），是意大利的河流，位於該國東北部博尔扎诺-上阿迪杰自治省，河道全長50.3公里，流域面積629平方公里，最終在布魯尼科附近注入里恩茨河。